# Annalisa Ceresa
Annalisa Ceresa (* 17. März 1978 in Ivrea) ist eine ehemalige italienische Skirennläuferin. Sie war auf die Disziplin Slalom spezialisiert.

## Biografie
Als 15-Jährige begann Ceresa an FIS-Rennen teilzunehmen, wobei sie zunächst in allen Disziplinen im Einsatz war. Ab Januar 1996 nahm sie an Europacup-Rennen teil. Der erste Sieg in einem FIS-Rennen gelang ihr im Dezember 1997. Bei Juniorenweltmeisterschaften war 1998 ein sechster Platz ihr bestes Ergebnis. Ihr Debüt im Weltcup hatte Ceresa am 24. Oktober 1998 in Sölden, wo sie sich im Riesenslalom nicht für den zweiten Durchgang qualifizieren konnte. Im Januar 2000 musste sie die Saison verletzungsbedingt vorzeitig abbrechen. Danach begann sie sich allmählich auf die Disziplin Slalom zu konzentrieren. 
Die ersten Weltcuppunkte gewann Ceresa am 30. November 2002 mit Platz 18 im Slalom von Aspen. Sie qualifizierte sich für die Weltmeisterschaften 2003 in St. Moritz, wo sie mit dem 11. Platz im Slalom überraschte. Das beste Ergebnis in einem Weltcupslalom gelang ihr am 29. Februar 2004 mit Platz 7 in Levi. Am 15. Dezember 2005 feierte Ceresa in Zoldo den einzigen Sieg in einem Europacupslalom. Sie nahm an den Olympischen Winterspielen 2006 in Turin teil und erreichte im Slalom den 24. Platz. Am 29. Dezember 2008 stand sie am Semmering letztmals am Start eines Weltcupslaloms und trat daraufhin zurück.

## Erfolge

### Olympische Winterspiele
- Turin 2006: 24. Slalom

### Weltmeisterschaften
- St. Moritz 2003: 11. Slalom
- Santa Caterina 2005: 25. Slalom

### Weltcup
- 8 Platzierungen unter den besten 15

### Europacup
- 3 Podestplatzierungen, darunter 1 Sieg

### Juniorenweltmeisterschaften
- Schladming 1997: 12. Slalom, 15. Abfahrt, 39. Riesenslalom
- Chamonix 1998: 6. Slalom, 8. Abfahrt, 20. Riesenslalom

### Weitere Erfolge
- Italienische Meisterin in der Kombination 2008
- 10 Siege in FIS-Rennen